# Ladera Heights, Kalifornien
Ladera Heights är en ort (CDP) i Los Angeles County, i delstaten Kalifornien, USA. Enligt United States Census Bureau har orten en folkmängd på 6 498 invånare (2010) och en landarea på 7,7 km².